# Argyle (Teksas)
Argyle – miasto w Stanach Zjednoczonych, w stanie Teksas, w hrabstwie Denton.